# Joan Desgarrigues
Joan Desgarrigues was afkomstig uit het graafschap Roussillon en ingetreden bij de Hospitaalridders, waar hij het tot comandeur van de commanderij Masdéu in Trullars gebracht had. Op 15 november 1411 neem hij deel aan de delegatie van het parlement naar Sicilië om de toestand van het conflict tussen Blanca I van Navarra en Bernard IV van Cabrera, de graaf van Modica te onderzoeken.

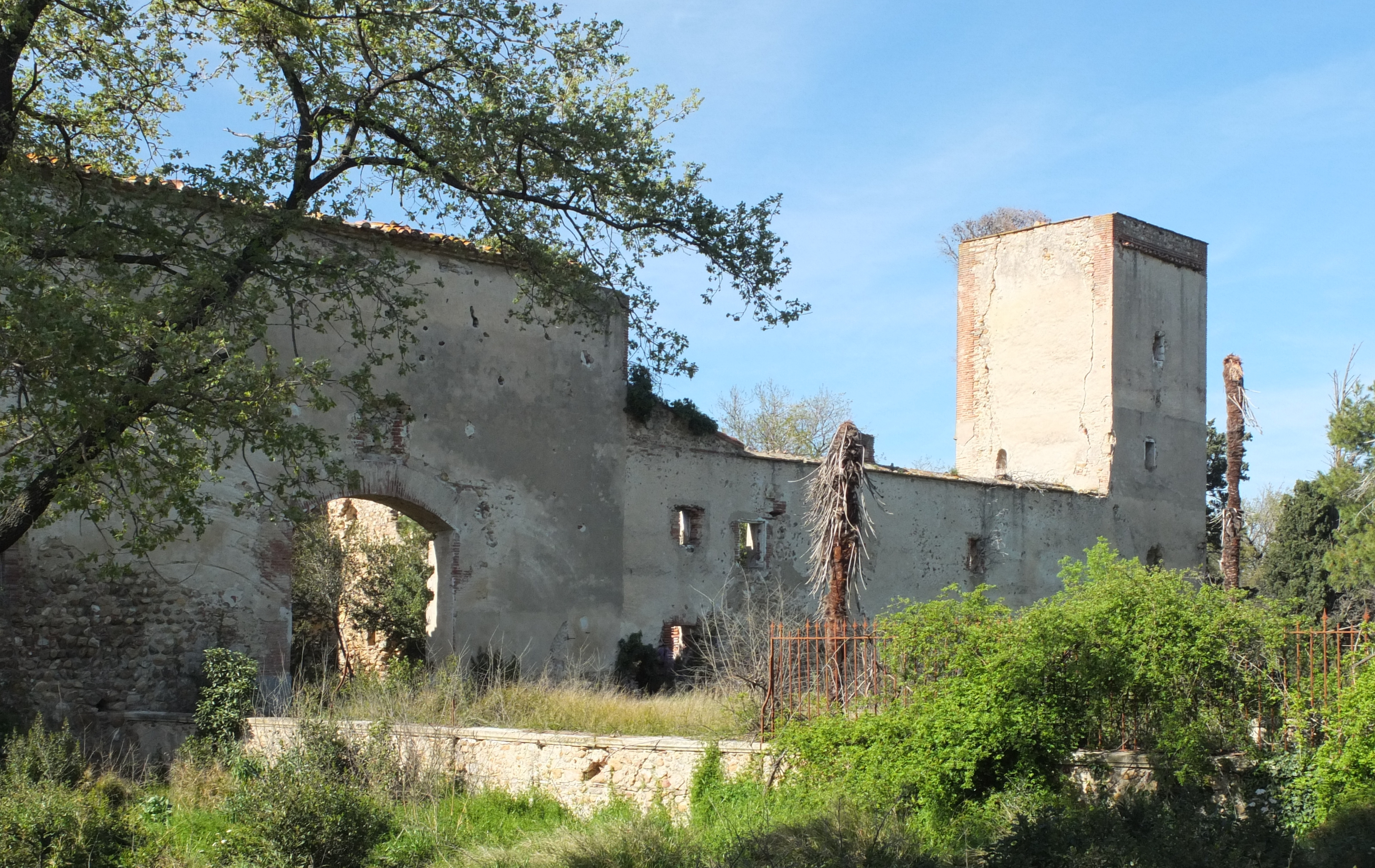
Commanderie Masdeu in Trullars

Hij werd op 31 juli 1419 de vijftiende president van de Generalitat van Catalonië, als opvolger van Andreu Bertran. Tijdens zijn mandaat als afgevaardigde van de geestelijke stand en derhalve voorzitter van de Generalitat, is koning Alfons I van Aragon met de herovering van Sardinië en Corsica begonnen. Voor deze operatie was er geld nodig en de Corts Catalanes krijgen in ruil voor zestigduidend florijnen een paar nieuwe privilegies zoals de exclusiviteit op "taken van de rechtspraak", met voorrang voor de Usatges de Barcelona, het gewoonterecht dat in Barcelona in voege was. De generaliteit krijgt de controle over eventuele bevoegdheidsoverschreidingen van de koning.
Op 4 mei 1426 is hij vanuit Barcelona aan het hoofd van twee schepen van de Orde van de Hospitaalridders naar Rhodos uitgevaren, het meest oostelijk gelegen christelijk bastion en een belangrijk klooster van de orde. Daarna is er niets meer over hem bekend.